# Margrete Auken
Margrete Auken (Aarhus, 6 januari 1945) is een Deense politica van de Socialistische Volkspartij. Sinds 2004 heeft ze zitting in het Europees Parlement.

## Biografie
Auken studeerde Evangelische theologie aan de Universiteit van Kopenhagen en werkte als pastor. Ze is een sognepræst (vicaris, parochiepriester) in de Deense Volkskerk.
Van oktober 1979 tot december 1990 en van september 1994 tot juni 2004 was Auken lid van het Deense parlement, de Folketing. In 2004 stelde ze zich voor het eerst verkiesbaar bij de Europese parlementsverkiezingen van dat jaar en werd daarbij als enige kandidaat van de Socialistische Volkspartij verkozen in het Europees Parlement. Zonder de toestemming van haar partij werd ze lid van de fractie De Groenen/Vrije Europese Alliantie in plaats van de fractie Europees Unitair Links/Noords Groen Links. Auken werd als Europarlementariër herkozen in 2009, 2014 en 2019.
Anno 2018 is zij vicevoorzitter van de delegatie van de Europese Unie voor relaties met Palestina. Gevraagd om haar reactie op een conferentie in Brussel begin november 2018 die de BDS-beweging door de EU als antisemitisch wilde laten veroordelen, zei zij:

"Er is een duidelijk streven om BDS het zwijgen op te leggen teneinde een illegale politiek van annexatie en onteigening van de kant van de regering Netanyahu te beschermen. Maar we kunnen het criminaliseren en onderdrukken van vreedzame vrije meningsuiting in onze samenleving niet accepteren."

Zij zei overigens zelf geen voorstander te zijn van deze beweging .
- International Standard Name Identifier: 0000 0004 4887 7290
- Library of Congress Control Number: n2001023051
- Virtual International Authority File: 160149066619165602361

1. ↑  http://www.palestinechronicle.com/israels-72m-war-chest-to-fight-bds-comes-to-brussels/#comment-24169